# ベルンハルト・ヴァイス

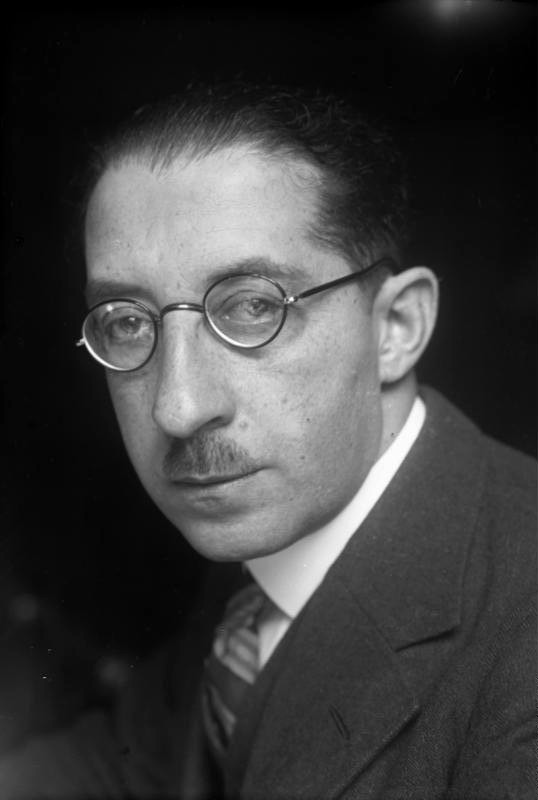
ベルンハルト・ヴァイス

ベルンハルト・ヴァイス（Bernhard Weiß, 1880年7月30日 - 1951年7月29日）は、ヴァイマル共和政期のドイツの政治家、警察官僚。国家社会主義ドイツ労働者党（ナチ党）と激しく対立し、その攻撃を執拗に受けた人物。

## 略歴
ドイツ帝国首都ベルリン出身。リベラルのユダヤ人家庭に生まれ育った。ベルリン大学やミュンヘン大学、ヴュルツブルク大学で法学を学び、法学博士号を取得した。第一次世界大戦には騎兵大尉 (Rittmeister) として従軍し、一級鉄十字章を受章した。1918年にベルリン刑事警察局長代理に就任。更に1925年にはベルリン警察の副警視総監に就任した。ヴァイスはリベラルのドイツ民主党の党員だった。
ヴァイスはヴァイマル共和政に反対するナチ党などの右翼及び共産党などの極左勢力に対して警察権力を使って立ち向かい、ヴァイマル共和政を守ることに全力をつくした。しかしヨーゼフ・ゲッベルスの発行していた『デア・アングリフ』紙はヴァイスを徹底的に攻撃し、ユダヤ人名「イジドール」の名前で彼を呼んでからかった。彼の典型的なユダヤ人顔と相まって「イジドール・ヴァイス」(Isidor Weiß) の名前は大衆に定着し、ヴァイスはすっかり道化者にされてしまった。
1932年7月20日にフランツ・フォン・パーペンが起こしたプロイセン州政府の転覆（プロイセン・クーデター）によってベルリン警視総監アルベルト・クシェジンスキやベルリンのシュッツポリツァイ司令官マグヌス・ハイマンスベルクとともに軍に逮捕されて解任された。
さらに1933年にナチ党がドイツの政権を掌握すると、ただちにドイツを離れてイギリス・ロンドンへ亡命した。その後まもなく、彼のドイツ市民権は剥奪された。ナチ党政権崩壊後の1951年にドイツ市民権を回復したが、同年7月29日にはロンドンで死去した。